# Cordia Schlegelmilch

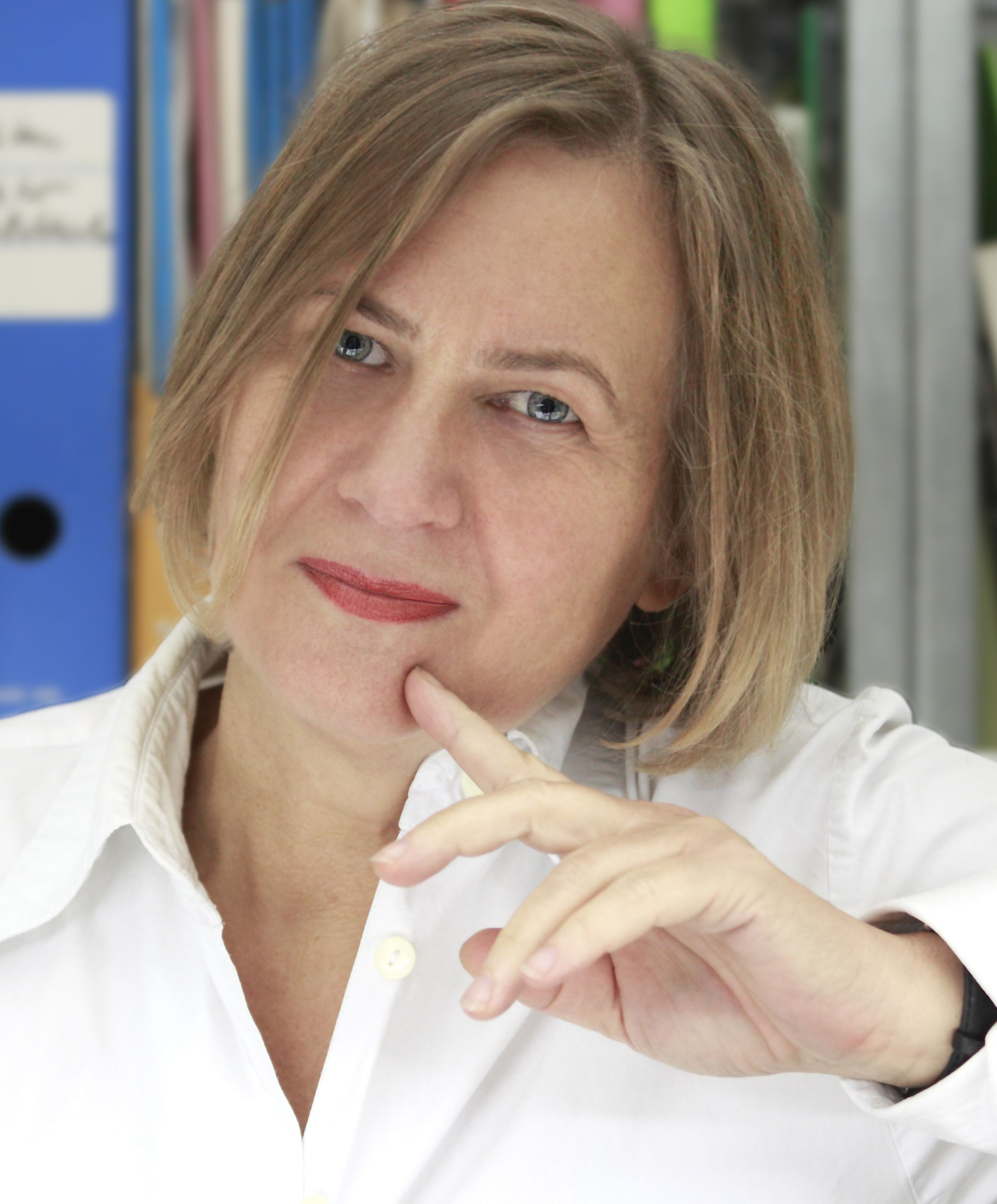
Cordia Schlegelmilch

Cordia Schlegelmilch (* 1952 in Magdeburg) ist eine deutsche Soziologin, Autorin und Fotografin, die vor allem durch ihre soziologische und fotografische Langzeitstudie über die Stadt Wurzen von 1990 bis 1996 bekannt wurde.

## Leben
Cordia Schlegelmilch kam 1952 in Magdeburg zur Welt. Die Familie zog im selben Jahr nach Wilhelmshorst nahe Potsdam und lebte dort in der später als Peter-Huchel-Haus bekannt gewordenen Villa. Ihr Vater, damals angehender Richter, verließ mit der Familie 1955 die DDR. Schlegelmilch wuchs in München auf und besuchte dort von 1962 bis 1972 zunächst das Luisengymnasium und in den letzten Jahren das Maximiliansgymnasium.

### Soziologie
Von 1972 bis 1977 studierte sie Soziologie am Fachbereich Philosophie und Sozialwissenschaften an der Freien Universität Berlin. Bis Ende der 1980er-Jahre war sie wissenschaftliche Mitarbeiterin am Wissenschaftszentrum Berlin für Sozialforschung in den Bereichen Arbeitsmarktpolitik und qualitative Biografieforschung. 1985 promovierte sie dort zur Arbeitsmarktsituation und den Perspektiven unterqualifiziert arbeitender Akademiker mit dem Titel Taxifahrer Dr. Phil. – Akademiker in der Grauzone des Arbeitsmarktes bei Martin Kohli und Wolfgang Streeck. Die Dissertation wurde 1986 mit dem Forschungspreis des Instituts für Arbeitsmarkt- und Berufsforschung ausgezeichnet. Dann wandte sie sich der Fotografie zu, die sie mit ihren soziologischen Forschungsinteressen verband.

### Fotografie
Von 1986 bis 1987 lernte Schlegelmilch in der Werkstatt für Photographie in Berlin-Kreuzberg, die 1976 in Berlin als Alternative zu traditionellen Ausbildungsstätten für Fotografie gegründet wurde. Sie besuchte Seminare an der Fotoschule „Fotografie am Schiffbauer Damm“ bei Ute Mahler (Bildagentur Ostkreuz) und bei der „Gesellschaft für Humanistische Fotografie“ (GfHF) und war von 1987 bis 1988 Assistentin von Bernd Kreutz in dessen Berliner Atelier für Architekturfotografie. Dort lernte sie den Umgang mit der Großformatkamera (Plattenkamera) Sinar F2 (4 × 5 inch) und fotografierte Bauobjekte für bekannte Immobilienfirmen und Bauträger.
In der Fotografie fand Schlegelmilch ihren Schwerpunkt in den Bereichen Architektur, Denkmalpflege, Restaurierungen, Baugeschichte, Kunst und Kunst am Bau. Sie wird vom Archiv für Kunst und Geschichte akg-images vertreten. Ihre Auftraggeber sind u. a. der Deutsche Bundestag, das Bundesamt für Bauwesen und Raumordnung, Museen und Galerien, Bauträger, Architekten und Ingenieure.
2023 wurde Cordia Schlegelmilch beim Fotowettbewerb vielfALT der BAGSO in der Kategorie „Das bin ich. Individuell im Alter“ mit dem ersten Preis ausgezeichnet und zum Mitglied der Deutschen Gesellschaft für Photographie berufen.

### Wurzen-Studie
Die besondere Kombination von Soziologie und Fotografie wurden zur Grundlage ihrer langjährigen Gemeindestudie, die sie von 1990 bis 1996 mit finanzieller Unterstützung der Hamburger Stiftung zur Förderung von Wissenschaft und Kultur, der Deutschen Forschungsgemeinschaft Bonn und des Wissenschaftszentrums für Sozialforschung Berlin in der sächsischen Stadt Wurzen östlich von Leipzig realisierte. Die Wurzen-Studie ist eine in dieser Form einzigartige Langzeit-Dokumentation einer sächsischen Stadt und ihrer Bewohner nach der Friedlichen Revolution 1989–1990. Schlegelmilch sammelte in ausführlichen Einzelgesprächen per Tonbandmitschnitt mehr als 170 erzählte Lebensläufe von Menschen unterschiedlicher Altersgruppen und Milieus in Wurzen, die aus ihrem persönlichen Alltag in der DDR und von den Veränderungen nach der Wiedervereinigung berichten. Ihre Fotografien, die zeitgleich in Wurzen entstanden, sind eine Sammlung von Moment-Aufnahmen des Übergangs vom „Nicht-Mehr“ zum „Noch-Nicht“ einer kleinstädtischen Gesellschaft.

## Publikationen (Auswahl)
- Taxifahrer D[okto]r phil., Leske + Budrich, Opladen 1987, ISBN 978-3-8100-0609-7
- Dezentrale Arbeitsplätze – Eine empirische Untersuchung neuer Erwerbs- und Familienformen, Campus Verlag, Frankfurt Main, 1989, ISBN 3-593-34097-6 (gemeinsam mit Friedhart Hegner, Marianne Klocke-Kramer und Ulrich Lakemann)
- Fotografien in: Novy Klaus; von Neumann-Cosel Barbara (Hrsg.): Zwischen Tradition und Innovation. 100 Jahre Berliner Bau- und Wohnungsgenossenschaft von 1892, Berlin: Edition Hentrich 1992
- Biografie und Legitimität. Ergebnisse einer Gemeindestudie in Ostdeutschland. In: Miethe, Ingrid; Silke Roth (Hrsg.) Politische Biografien und sozialer Wandel, Psychosozial-Verlag, Gießen 2000, S. 40–62, ISBN 3-89806-038-1
- Helmut Kißner; Cordia Schlegelmilch, Die Kirche St. Marien am Behnitz in Spandau. Ein vergessenes Werk August Sollers, Berlin 2004, nicolai Verlag, ISBN 3-89479-117-9
- Zeit ohne Bilder – Ein Widerspruch zur medialen Präsenz in der Zeit der Wende? In: Ziehe, Irene; Ulrich Hägele für das Museum Europäischer Kulturen – Staatliche Museen zu Berlin (Hrsg.): Visuelle Medien und Forschung, Waxmann, Münster 2011, S. 151–169, ISBN 978-3-8309-2515-6
- Fotografien in: Philip Jodidio: Rooftops. Islands in the Sky, Taschen Verlag, Köln 2016, ISBN 978-3-8365-6375-8
- Fotografien in: Hölz, Christoph (Hrsg.): Formen des Zeigens. Der Ausstellungsgestalter Klaus-Jürgen Sembach, Deutscher Kunstverlag, Berlin, München 2017, ISBN 978-3-422-07168-1
- Fotografien in: von Zitzewitz, Jutta, silent green – Vom Krematorium zum Kulturquartier, Deutscher Kunstverlag, Berlin, München 2017, ISBN 978-3-422-07442-2
- Bühne Bau – Gespräch mit Häusern. Fotografien 2002–2017, Bübül art book, Berlin 2017, ISBN 978-3-946807-16-2
- Cordia Schlegelmilch: Eine Stadt erzählt die Wende – 1989 Wurzen/Sachsen 1990. Sax-Verlag, Markkleeberg, Beucha 2019, ISBN 978-3-86729-239-9 (gefördert im Rahmen des Programms "Revolution und Demokratie" durch den Freistaat Sachsen).
- rd. 100 Fotografien in: Bundesministerium des Innern, für Bau und Heimat / BBR (Hrsg.), Kunst am Bau in der DDR, München/Berlin 2020, ISBN 978-3-422-98606-0
- Wurzen. Ankunft in einer anderen Zeit. Die 1990er Jahre., Sax-Verlag, Markkleeberg, Beucha 2020, ISBN 978-3-86729-259-7 (gefördert im Rahmen des Programms "Revolution und Demokratie" durch den Freistaat Sachsen)
- rd. 200 Fotografien in: Bundesministerium des Innern, für Bau und Heimat / BBR (Hrsg.), 70 Jahre Kunst am Bau, München/Berlin 2020, ISBN 978-3-422-98617-6
- Halt! Verbotene Zone – Die Freunde in Wurzen 1990–1996 – Gedanken und Fotografien nach dem Abzug der russischen Garnison, Beitrag in: Jürgen Schmidt: Die Geschichte der Wurzener Kasernen – Vom Militär in der Stadt Wurzen bis zum Abzug der sowjetischen Garnison 1993, pdf 2020, ab Druckseite 55, abgerufen am 3. März 2021
- Endlich seid ihr da!: Als die DDR ging und der Westen kam. Eine fotografische Entdeckungsreise., Mitteldeutscher Verlag, Halle (Saale) 2023, ISBN 978-3963117923

## Ausstellungen (Auswahl)
- 2001 Städtische Galerie am Markt, Wurzen, Ankunft in O-725 Wurzen. Fotografien 1990–1996
- 2002 Fotografie am Schiffbauerdamm, Berlin, Bilder eines Jahres (Gruppenausstellung)
- 2017 Fotogalerie Friedrichshain, Berlin, Ein Tag in Berlin – 30 Jahre danach (Gruppenausstellung)
- 2017 Atelier Kirchner, Berlin, Bühne Bau – Gespräch mit Häusern
- 2018 Freelens, Salon Wellenmaschine, Berlin, Borderline (Gruppenausstellung)
- 2019 Städtische Galerie am Markt, Wurzen, Ausstellung und Buch, 30 Jahre friedliche Revolution. Eine Stadt erzählt die Wende (gefördert im Rahmen des Programms "Revolution und Demokratie" durch den Freistaat Sachsen)
- 2020 Schloss Biesdorf, Berlin, B1 - eine Straße durch Berlin (Gruppenausstellung)
- 2021 Haus Kupferhammer, Warstein, 30 Jahre friedliche Revolution – Eine Stadt erzählt die Wende – Wurzen 1989–1990
- 2021 Museum im Stasi-Bunker Machern (bei Leipzig), Aufbruch und Erinnerung – Eine fotografische Reise in den Osten Anfang der 1990er Jahre
- 2024 Vertretung des Freistaates Sachsen beim Bund in Berlin, „Endlich seid ihr da!“ Ein fotografischer Blick zurück in die 1990er Jahre in Sachsen